# Ruth Ratter

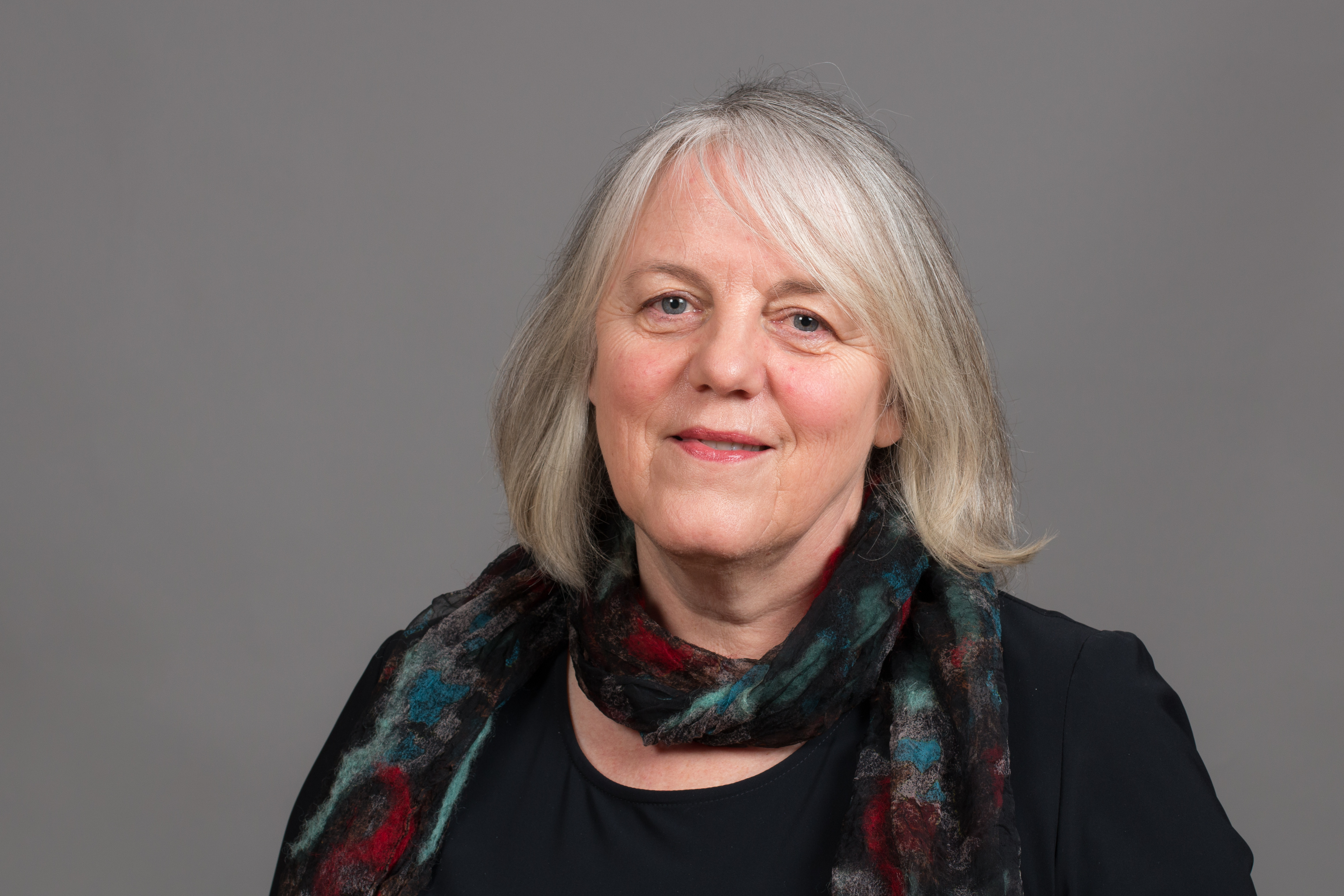
Ruth Ratter, 2014

Ruth Ratter geb. Koch (* 30. April 1955 in Neustadt an der Weinstraße) ist eine deutsche Politikerin der Grünen. Sie wurde als Listenkandidatin 2011 in den 16. rheinland-pfälzischen Landtag gewählt.

## Ausbildung und Beruf
Ratter besuchte in Neustadt an der Weinstraße zunächst das Kurfürst-Ruprecht-Gymnasium und wechselte dann auf das Käthe-Kollwitz-Gymnasium, wo sie 1974 die Reifeprüfung ablegte. Nach dem Studium zum Lehramt an Gymnasien an der Universität zu Köln unterrichtete sie von 1991 bis 2011 am Kurfürst-Ruprecht-Gymnasium die Fächer Deutsch, Philosophie und Ethik. Sie ist verheiratet, hat zwei erwachsene Söhne – darunter der Film- und Theaterregisseur Alexander Ratter – und wohnt in Deidesheim.

## Politik
1994 trat Ratter den Grünen bei. 1994 bis 2009 fungierte sie als Fraktionsmitglied und  -sprecherin im Rat der Verbandsgemeinde Deidesheim, 1994 bis 2004 im Kreistag Bad Dürkheim und ab 2004 im Bezirkstag Pfalz. In der aktuellen Legislaturperiode ist sie 2. stellvertretende Bezirkstagsvorsitzende. 
Im Kreisverband Bad Dürkheim der Grünen war sie Vorstandssprecherin von 2010 bis 2012, in der Grünen-Fraktion des Landtags war sie sowohl bildungs- als auch kulturpolitische Sprecherin.
2011 gründete Ratter das „forum | neue bildung“, das 15 Initiativen in Rheinland-Pfalz unter seinem Dach vereint und sich für die Weiterentwicklung der Schulen zu mehr Bildungsgerechtigkeit, Inklusion und Demokratieschulung einsetzt. Im Kulturbereich hat sie den HIL-Preis ausgelobt. Dieser wird – im Gedenken an den Deidesheimer Künstler Wolf Hildebrandt „hil“ und seine Frau Itta – zu einem aktuellen Thema der Zivilgesellschaft ausgeschrieben und jährlich an eine junge Fotografin oder einen jungen Fotografen vergeben.
Bereits vor ihrer Parteimitgliedschaft hatte Ratter die überparteiliche Bürgerinitiative „Mittelhaardter gegen Fluglärm“ gegründet und sich in diversen regionalen Vereinen engagiert. 2009 war sie Gründungsmitglied des Fördervereins für die Gedenkstätte für NS-Opfer in Neustadt, in dessen Vorstand sie seither tätig ist. Sie setzt sich für die Vernetzung von Gedenkinitiativen in Rheinland-Pfalz ein.
Bei der Wahl zum 17. Landtag 2016 kandidierte sie erneut für den Landtag. Der Platz auf der Landesliste reichte aber nicht für den Wiedereinzug.
Sie konzentrierte sich daraufhin auf den Bezirkstag Pfalz. Ratter übernahm den Vorsitz des deutschen Freundeskreises der Non-Profit-Organisation Givat Haviva, die sich für internationalen Austausch und interkulturelle Verständigung, insbesondere im Nahostkonflikt einsetzt, den sie aktuell weiterhin ausübt.

## Ehrung
Das Land Rheinland-Pfalz ehrte sie 2010 mit der Verleihung der Freiherr-vom-Stein-Plakette.